# جيم كوبر (لاعب كرة قدم أمريكية)
جيم كوبر (بالإنجليزية: Jim Cooper)‏ هو لاعب كرة قدم أمريكية أمريكي، ولد في 28 سبتمبر 1955 في فيلادلفيا في الولايات المتحدة.

## وصلات خارجية
- جيم كوبر على موقع مرجع كرة القدم المحترفة.كوم (الإنجليزية)